# اندیس مرمرقصریک
مرمرقصریک یک اندیس مصالح ساختمانی است که در حوالی شهر گنگجین استان آذربایجان غربی قرار دارد و مادهٔ معدنی موجود در آن، مرمریت است. سنگ میزبان این اندیس سنگهای آهکی است و دیرینگی آن به دوران ائوسن می‌رسد.